# 瀧口浩平
瀧口 浩平（たきぐち こうへい、1984年5月16日 - ）は、日本の実業家。株式会社メドレー創業者・代表取締役社長。

## 人物・来歴
東京都出身。校風が合わず開成中学校を1年次で中退後、地元の公立中学校に編入。東京学芸大学附属高等学校在学中の2002年にアメリカ合衆国法人のGemeinschaft,Inc.を創業。大学には進学せず、事業譲渡後、2009年にメドレーを創業し、同社代表取締役社長に就任。医療分野でのITソリューション事業を展開し、2019年には東京証券取引所マザーズ市場に上場を果たした。2020年11月に、ASPIC IoT・AI・クラウドアワード2020 総務大臣賞を受賞。
公益創出を目指す創業者を支援するワングローブキャピタルを所有。第一回環境スタートアップ大賞にて環境大臣賞を受賞したピリカ (東京都の企業) や中古不動産流通を手掛けるツクルバ、中小企業の売却を支援するオーナーズなどからワングローブキャピタルより調達した旨の開示が見られる。2022年版「長者番付」では83位にランクインしている。